# Сборная Чехословакии по регби
Сборная Чехословакии по регби представляла Чехословацкую Республику, а затем ЧССР и ЧСФР в международных матчах и турнирах по регби-15. После распада страны сборные Чехии и Словакии продолжили выступать независимо друг от друга.
Чехословакия участвовала в отборочном турнире к чемпионату мира 1991 года, однако не преуспела.

## История
Сборная Чехословакии, в составе которой присутствовали игроки из австрийского клуба «Винер Аматор» и братиславской «Славии», провела свой первый матч в 1927 году, уступив румынам (6:23). Однако Чехословацкий регбийный союз был создан только в следующем году, поэтому матч с Румынией не признаётся в официальных документах. Первым капитаном чехословацкой команды стал Франтишек Рубер, близкий друг Ондржея Секоры. Первый официальный матч Чехословакия также проиграла. В Лейпциге молодой коллектив проиграл немцам (0:38).
В 1934 году национальный регбийный союз стал одним из членов-основателей Международной федерации любительского регби (FIRA). Другими учредителями организации выступили Франция, Италия, Испания, Каталония, Румыния и Германия.
В 1956 году чехословацкие регбисты сыграли с одним из лидеров европейского регби, Францией, в Тулузе и уступили с достаточно небольшой разницей (3:28). Данный результат стал вехой в развитии игры в стране, поскольку Вторая мировая война оказала крайне негативное воздействие на весь чехословацкий спорт.
Среди известных игроков сборной следует отметит Зденека Барчанека, Эдуарда Крюцнера и Бруно Кудрну. Крюцнер впоследствии работал президентом Чешского регбийного союза, а Кудрна шесть раз становился лучшим игроком Чехии.

## Результаты
Итоговые результаты сборной.
| Соперник   | Матчи | Победы | Поражения | Ничьи | Доля побед |
| ---------- | ----- | ------ | --------- | ----- | ---------- |
| Бельгия    | 6     | 5      | 1         | 0     | 83 %       |
| Болгария   | 7     | 6      | 1         | 0     | 86 %       |
| ГДР        | 11    | 10     | 1         | 0     | 91 %       |
| Германия   | 2     | 0      | 2         | 0     | 0 %        |
| Испания    | 5     | 2      | 2         | 1     | 40 %       |
| Италия     | 11    | 1      | 9         | 1     | 9 %        |
| Марокко    | 5     | 3      | 2         | 0     | 60 %       |
| Нидерланды | 7     | 5      | 2         | 0     | 71 %       |
| Польша     | 21    | 9      | 11        | 1     | 43 %       |
| Португалия | 2     | 0      | 2         | 0     | 0 %        |
| Румыния    | 20    | 0      | 19        | 1     | 0 %        |
| СССР       | 6     | 2      | 4         | 0     | 33 %       |
| Тунис      | 4     | 2      | 2         | 0     | 50 %       |
| Франция    | 2     | 0      | 2         | 0     | 0 %        |
| ФРГ        | 13    | 9      | 3         | 1     | 69 %       |
| Швейцария  | 2     | 2      | 0         | 0     | 100 %      |
| Швеция     | 7     | 6      | 0         | 1     | 86 %       |
| Югославия  | 8     | 7      | 1         | 0     | 88 %       |
| Всего      | 139   | 69     | 64        | 6     | 50 %       |